# Eugenio Allegri
Eugenio Allegri (Collegno, 21 febbraio 1956 – Torino, 6 maggio 2022) è stato un attore italiano.

## Biografia
Dopo aver mosso i primi passi nel teatro, si iscrisse nel 1977 alla Scuola di teatro Alessandra Galante Garrone di Bologna, diplomandosi nel 1979. Inoltre partecipò al primo stage di commedia dell'arte tenuto in Italia nel 1978 da Jacques Lecoq.

## Teatrografia
- Novecento e Mille testo e regia di Leo de Berardinis. Bologna, Teatro Testoni/InterAction, 15 gennaio 1987
- La Tempesta di William Shakespeare (II edizione). Regia di Leo de Berardinis. Parigi, Théâtre Gérard Philippe, 7 febbraio 1987
- Delirio testo e regia di Leo de Berardinis. Santarcangelo, La cittadella del teatro, 1 luglio 1987
- Macbeth di William Shakespeare. Regia di Leo de Berardinis. Roma, Teatro Ateneo, 2 febbraio 1988
- Novecento e Mille testo e regia di Leo de Berardinis (II edizione). Roma, Teatro Ateneo, 15 marzo 1988
- Ha da passà 'a nuttata da Eduardo De Filippo. Scrittura scenica, regia, ideazione luci, spazio scenico, colonna sonora di Leo de Berardinis. Luci di Maurizio Viani. Spoleto, "Festival dei Due Mondi", Teatro Caio Melisso, 1 luglio 1989
- Novecento. Monologo in un atto unico di Alessandro Baricco. Regia di Gabriele Vacis. Asti, luglio 1994

## Filmografia
- Effetto Toro, regia di Nemesio Beltrame e Valter Buccino (1985)
- Manila Paloma Blanca, regia di Daniele Segre (1992)
- Amor nello specchio, regia di Salvatore Maira (1999)
- Senza la parola fine, regia di Vanni Vallino (2003)
- A/R Andata + Ritorno, regia di Marco Ponti (2004)
- Hans, regia di Louis Nero (2006)
- Il magico Natale di Rupert, regia di Flavio Moretti (2006)
- Hotel Meina, regia di Carlo Lizzani (2007)
- Valzer, regia di Salvatore Maira (2007)
- La straniera, regia di Marco Turco (2009)
- Romanzo di una strage, regia di Marco Tullio Giordana (2012)
- Dracula 3D, regia di Dario Argento (2012)
- L'uomo col cappello, regia di Federico Alotto (2013)
- Il principe abusivo, regia di Alessandro Siani (2013)
- Registe, documentario, regia di Diana Dell'Erba (2014)
- Il giovane favoloso, regia di Mario Martone (2014)
- Benvenuto, addio, regia di Federico Frascherelli (2015)
- Vorticale, regia di Matteo Esposito (2021)